# Liste der Straßen in Elsterwerda

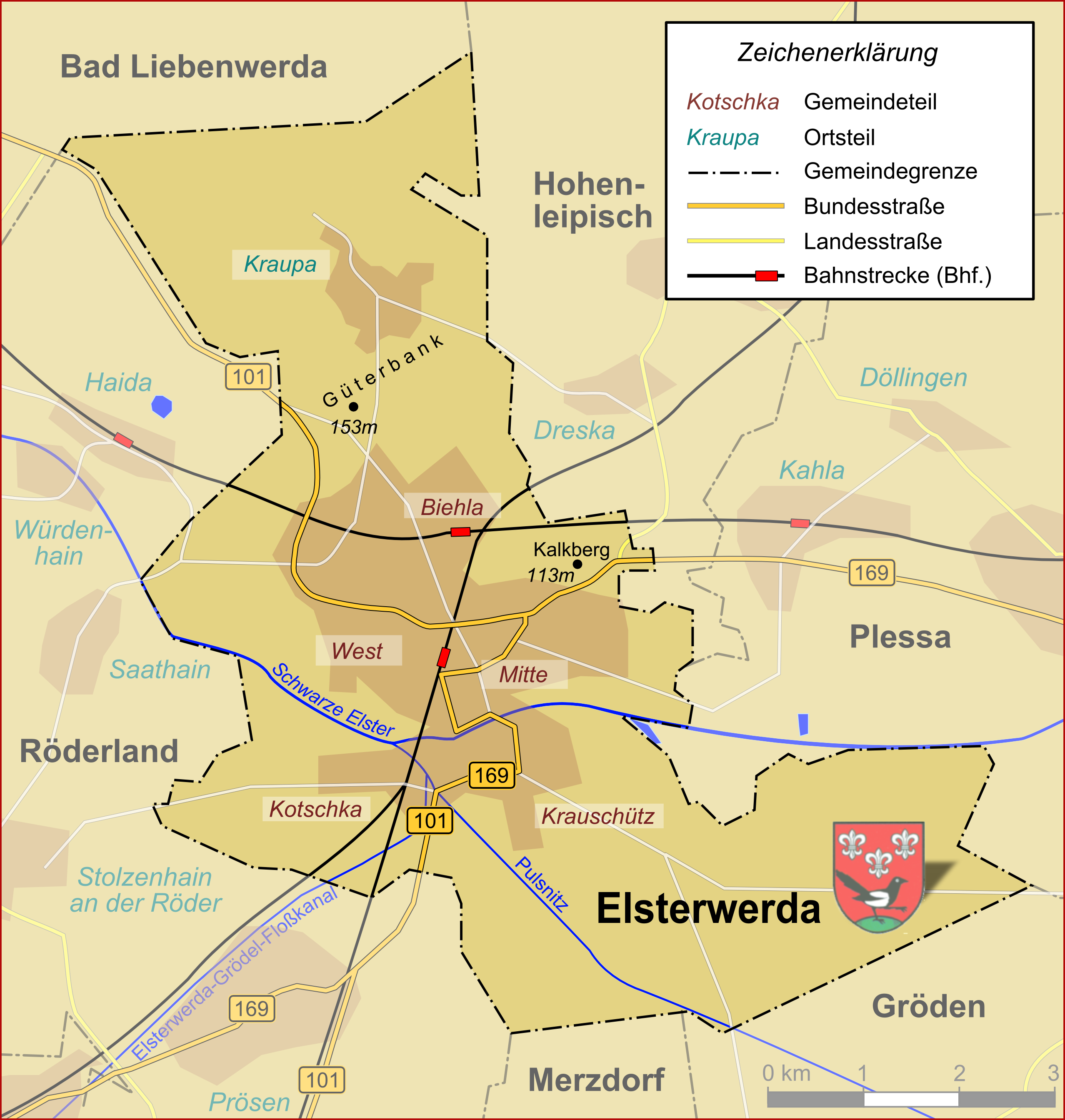
Übersichtskarte von Elsterwerda

Diese Liste beschreibt alle Straßen und Plätze in der südbrandenburgischen Kleinstadt Elsterwerda. Die Straßen sind darin im Verhältnis zueinander dargestellt sowie soweit möglich ihre Entwicklung und Bebauung.

## Übersicht der Straßen

### Legende
Die nachfolgende Tabelle gibt eine Übersicht über die vorhandenen Straßen im Ortsteil sowie einige dazugehörige Informationen.
- Name/Lage: aktuelle Bezeichnung der Straße. Über den Link Lage kann die Straße auf verschiedenen Kartendiensten angezeigt werden.
- Anmerkungen: weitere Informationen über anliegende Baudenkmale oder Institutionen, die Geschichte der Straße und historische Bezeichnungen.
- Bilder: Foto der Straße oder einiger anliegender Objektes.

### Biehla
| Name/Lage                   | Anmerkungen | Bilder                     |
| --------------------------- | --- | -------------------------- |
| Am Born (Lage)              | Stichstraße, die von der Haidaer Straße in Richtung der Bahnstrecke Węgliniec–Roßlau verläuft. | weitere Bilder \| Wikidata |
| Am Hag (Lage)               | Die Straße Am Hag erschließt ein Siedlungs- und Kleingartengebiet zwischen Berliner Straße und Kraupaer Straße im Norden des Stadtteils Biehla. | weitere Bilder \| Wikidata |
| Am Nordbahnhof (Lage)       | Stichstraße, die von der Berliner Straße in Richtung dem Bahnhof Elsterwerda-Biehla verläuft. Benannt nach dem hier gelegenen Bahnhof. Am Nordbahnhof gelegene historische Gebäude, Sehenswürdigkeiten und Baudenkmäler: - Bahnhof Elsterwerda-Biehla Der Bahnhof entstand von 1873 bis 1874 mit dem Bau der Oberlausitzer Eisenbahn von Kohlfurt über Biehla nach Falkenberg. Der in Elsterwerda renommierte Baumeister Friedrich Jage errichtete dieses Gebäude-Ensemble aus schlesischem Klinkermauerwerk. Der zum Bahnhofskomplex gehörende und inzwischen außer Betrieb genommene Wasserturm entstand ebenfalls in dieser Zeit. Das Bahnhofsgebäude befindet sich seit 2011 in Privatbesitz und ist stark sanierungsbedürftig. | weitere Bilder \| Wikidata |
| Am Plan (Lage)              | Stichstraße, die von der Haidaer Straße in Richtung der Bahnstrecke Węgliniec–Roßlau verläuft. | weitere Bilder \| Wikidata |
| Am Sportplatz (Lage)        | Stichstraße, die von der Haidaer Straße in Richtung der Bahnstrecke Węgliniec–Roßlau verläuft. Benannt nach dem hier einst gelegenen Biehlaer Sportplatz. | weitere Bilder \| Wikidata |
| Am Stein (Lage)             | Stichstraße, die von der Haidaer Straße in Richtung der Bahnstrecke Węgliniec–Roßlau verläuft. | weitere Bilder \| Wikidata |
| Baumschulenweg (Lage)       | Stichstraße, die von der Saathainer Straße in südlicher Richtung abgeht. Benannt nach dem hier befindlichen Baumschulenbetrieb. | weitere Bilder \| Wikidata |
| Bergstraße (Lage)           | Verbindet die Kraupaer Straße mit der Berliner Straße. Sie verläuft nördlich der Bahnstrecke Węgliniec–Roßlau, vor deren Bau sie möglicherweise mal mit der Kurzen Straße verbunden war. | weitere Bilder \| Wikidata |
| Berliner Straße (Lage)      | Verläuft vom Denkmalsplatz in der Elsterwerdaer Innenstadt in nordwestliche Richtung bis zum Ortsausgang Elsterwerda-Biehla. Benannt nach der Stadt Berlin. | weitere Bilder \| Wikidata |
| Birkenweg (Lage)            | Stichstraße, die von der Bergstraße in Richtung der nördlich gelegenen Kirche und dem Winterberg verläuft. | weitere Bilder \| Wikidata |
| Breite Straße (Lage)        | Die Breite Straße umschließt den historischen Dorfanger von Biehla. Sie verläuft von der Saathainer Straße komment in nordöstlicher Richtung zur Kraupaer Straße. An der Breiten Straße gelegene historische Gebäude, Sehenswürdigkeiten und Baudenkmäler: - Glockenturm Biehla Der aus rotem Backstein bestehende, 11,58 Meter hohe Biehlaer Glockenturm befindet sich am nördlichen Ende der Straße an der Kreuzung zur Haidaer und Kraupaer Straße. 1862 vom Baumeister Dietrich errichtet, ist er seither ein Wahrzeichen von Biehla. In seinem Inneren befindet sich eine 1948 eine in Apolda gegossene Glocke mit der Inschrift: „Heinz Schurig Söhne in Apolda gossen mich im Jahre 1948 – Soli deo gloria“. | weitere Bilder \| Wikidata |
| Dreskaer Weg (Lage)         | Der Dreskaer Weg ist eine historische Ortsverbindung von der Berliner Straße nach Dreska. | weitere Bilder\| Wikidata  |
| Elfastraße (Lage)           | Die Elfastraße erschließt das Gewerbegebiet Nord. Ursprünglich befand sich hier das Betriebsgelände der Elsterwerdaer Fahrradfabrik (Elfa). | weitere Bilder \| Wikidata |
| Friedrichstraße (Lage)      | Die Friedrichstraße verbindet die Saathainer Straße mit der Haidaer Straße. | weitere Bilder \| Wikidata |
| Gartenweg (Lage)            | Stichstraße, die von der Haidaer Straße in Richtung Süden verläuft. | weitere Bilder \| Wikidata |
| Haidaer Straße (Lage)       | In Richtung des westlich gelegenen Dorfes Haida verlaufende Verbindungsstraße zwischen Berliner Straße und Ortsausgang. | weitere Bilder \| Wikidata |
| Heideweg (Lage)             | Verbindungsstraße zwischen Lutzweg und Dreskaer Weg. | weitere Bilder             |
| Karlstraße (Lage)           | Die Karlstraße verbindet die Saathainer Straße mit der Haidaer Straße. | weitere Bilder \| Wikidata |
| Kiefernweg (Lage)           | Stichstraße, die von der Berliner Straße in Richtung Nordosten verläuft. | weitere Bilder \| Wikidata |
| Kleiner Winterberg (Lage)   | Stichstraße, die von der Kraupaer Straße in Richtung Westen verläuft. | weitere Bilder \| Wikidata |
| Kraupaer Straße (Lage)      | Ortsverbindungsstraße vom historischen Dorfzentrum am Glockenturm nach Kraupa. | weitere Bilder \| Wikidata |
| Kurze Straße (Lage)         | Stichstraße, die von der Haidaer Straße in Richtung der Bahnstrecke Węgliniec–Roßlau verläuft. | weitere Bilder \| Wikidata |
| Lorenzstraße (Lage)         | Stichstraße, die von der Berliner Straße in südwestlicher Richtung verläuft. | weitere Bilder \| Wikidata |
| Lutzweg (Lage)              | Der Lutzwg ist eine Ortsverbindung von der Berliner Straße nach Dreska. | weitere Bilder \| Wikidata |
| Mittelstraße (Lage)         | Verbindungsstraße zwischen dem Schmalen Weg und der Karlstraße. | weitere Bilder \| Wikidata |
| Mühlengasse (Lage)          | Verbindungsstraße zwischen Kraupaer Straße und Kleinem Winterberg. Benannt nach den ursprünglich an der Kraupaer Straße gelegenen Wassermühlen. | weitere Bilder \| Wikidata |
| Müllerweg (Lage)            | Stichstraße, die von der Bergstraße nach Süden zur Bahnstrecke Węgliniec–Roßlau verläuft. Ursprünglich befand sich hier ein Bahnübergang, wodurch die Anbindung zur Haidaer Straße gegeben war. | weitere Bilder \| Wikidata |
| Pfaffenberg (Lage)          | Verbindungsstraße zwischen Berliner Straße und Kiefernweg. | weitere Bilder \| Wikidata |
| Schmaler Weg (Lage)         | Stichstraße die von der Saathainer in Richtung Nordosten verläuft. | weitere Bilder \| Wikidata |
| Roland-Schmid-Straße (Lage) | Erschließungsstraße des Gewerbegebietes West. | weitere Bilder \| Wikidata |
| Saathainer Straße (Lage)    | In Richtung des westlich gelegenen Dorfes Saathain verlaufende Verbindungsstraße zwischen Berliner Straße und Ortsausgang. An der Saathainer Straße gelegene historische Gebäude, Sehenswürdigkeiten und Baudenkmäler: - Saathainer Straße 2: Transformatorenhaus (um 1919 errichtet) | weitere Bilder \| Wikidata |
| Sehringstraße (Lage)        | Stichstraße, die von der Haidaer Straße in Richtung Süden verläuft. Benannt wurde die ab etwa 1900 angelegte Straße nach dem langjährigen Amtsvorsteher der ehemaligen Biehlaer Ortspolizeibehörde Wilhelm Sehring (1870–1945), aus dessen Besitz ursprünglich die anliegenden Flurstücke stammten und welche seinerzeit besiedelt wurden. | weitere Bilder \| Wikidata |
| Waldflorastraße (Lage)      | Verbindungsstraße zwischen Berliner Straße und Friedrichstraße. | weitere Bilder \| Wikidata |
| Weinbergsweg (Lage)         | Verbindungsstraße zwischen Haidaer Straße und Mühlengasse. Benannt nach den ursprünglich hier gelegenen Biehlaer Weinbergen. | weitere Bilder \| Wikidata |
| Winterberg (Lage)           | Stichstraße, die von der Berliner Straße in Richtung Westen verläuft. Benannt nach den Gebrüdern Ernst und Carl Winter, welche die Bergkuppe um 1900 in ihrem Besitz hatten. Carl Winter war Besitzer der Elsterwerdaer Schraubenfabrik und finanzierte für seinen Bruder Ernst den Kauf den Bau der Gaststätte „Zum Winterberg“, welche am 29. Januar 1901 eröffnet wurde und jahrzehntelang ein beliebtes Ausflugslokal war. Erst seit der Wende wird das Gebäude nicht mehr gastronomisch genutzt. Am Winterberg gelegene historische Gebäude, Sehenswürdigkeiten und Baudenkmäler: - Wasserturm Biehla Der historische Wasserturm besitzt ein Fassungsvermögen von 90 m³ und befindet sich 140 m ü. NN weithin sichtbar auf dem Winterberg. Das von 1913 bis 1914 errichtete Bauwerk, dessen Fassade nach dem Vorbild des Leipziger Völkerschlachtdenkmals gestaltet wurde, sollte neben dem technischen Zweck auch als Mahnmal und Wahrzeichen des Ortes dienen. Verantwortlich für dieses Projekt war der Kreiswiesenbaumeister des Landkreises Liebenwerda, Balsam. Das mit einer Aussichtsplattform versehene Bauwerk ist stark sanierungsbedürftig und für die Öffentlichkeit nur sporadisch zugänglich. - Winterberg 10: Christuskirche (Biehla) Die evangelische Christuskirche befindet sich etwas unterhalb des Wasserturms auf dem Biehlaer Winterberg. Die Grundsteinlegung für die Kirche erfolgte am 3. Juli 1955. Die feierliche Weihe der Kirche fand am 3. Dezember 1961 statt. | weitere Bilder \| Wikidata |

### Elsterwerda
| Name/Lage                         | Anmerkungen | Bilder                     |
| --------------------------------- | --- | -------------------------- |
| Ackerstraße (Lage)                | Die Straße verbindet die Lauchhammerstraße mit der Schillerstraße. Im Eckhaus zur Lauchhammerstraße, in welchem in der Gegenwart ein Sportstudio zu finden ist, befand sich in den 1940er Jahren das Restaurant Büger Kasino. Im Eckhaus gegenüber war ein Geschäft zufinden. | weitere Bilder \| Wikidata |
| Am Bahnhof (Lage)                 | Stichstraße, die von der Feldstraße entlang des Elsterwerdaer Bahnhofs in Richtung Süden verläuft. Benannt nach dem hier gelegenen Elsterwerdaer Bahnhof. | weitere Bilder             |
| Am Binnengraben (Lage)            | Verbindungs- und Erschließungsstraße zwischen der Straße Zum Kalkberg und Lauchhammerstraße. Benannt nach dem hier entlanglaufenden Plessa-Haidaer-Binnengraben. | weitere Bilder \| Wikidata |
| Am Klärwerk (Lage)                | Stich- und Erschließungsstraße, die vom Kochhorstweg in Richtung Süden verläuft zum Klärwerk. | weitere Bilder \| Wikidata |
| Am Markt (Lage)                   | Umschließt von der Hauptstraße ausgehend den historischen Marktplatz von Elsterwerda. | weitere Bilder \| Wikidata |
| An den Kanitzen (Lage)            | Stich- und Erschließungsstraße, die von der Straße Zum Kalkberg in Richtung Osten verläuft. | weitere Bilder \| Wikidata |
| Bahnhofstraße (Lage)              | Verbindungsstraße zwischen dem Elsterwerdaer Bahnhof und Lauchhammerstraße. An der Bahnhofstraße gelegene historische Gebäude, Sehenswürdigkeiten und Baudenkmäler: - Bahnhofstraße 25: Wohnhaus (errichtet: zwischen 1871 und 1890) | weitere Bilder \| Wikidata |
| Beethovenstraße (Lage)            | Stichstraße, die von der Lessingstraße in Richtung Nordosten verläuft. Benannt nach dem Komponisten Ludwig van Beethoven (1770–1827). | weitere Bilder \| Wikidata |
| Berliner Straße (Lage)            | Verläuft vom Denkmalsplatz in der Elsterwerdaer Innenstadt in nordwestliche Richtung bis zum Ortsausgang Elsterwerda-Biehla. Benannt nach der Stadt Berlin. An der Berliner Straße gelegene wichtige oder historische Gebäude, Sehenswürdigkeiten und Baudenkmäler: - Ehemaliger Stadtfriedhof: Auf dem Gelände befindet sich unter anderem ein vom Elsterwerdaer Bildhauer Kranke im Jahr 1890 geschaffene Kriegerdenkmal in Form eines Obelisken zum Gedenken der in den Kriegen von 1866 und 1870/71 gefallenen Einwohner aus Elsterwerda und Krauschütz befand sich ursprünglich in zentraler Lage auf dem Denkmalsplatz, wo es von einer Grünanlage umgeben und beliebtes Motiv zahlreicher zeitgenössischer Ansichtskarten war. Nach dem Zweiten Weltkrieg verlegte man es 1946 auf den unweit gelegenen ehemaligen Stadtfriedhof, der 1982 zur Kreisgedenkstätte für die Opfer des Faschismus umgestaltet und nach der Wende in eine städtische Parkanlage umgewandelt wurde. Dort befindet sich eine durch den Hohenleipischen Künstler Hans Eickworth geschaffene, vier Meter hohe Stele, die ebenfalls unter Denkmalschutz steht. Außerdem ist hier die Familiengrabstelle Nadler zufinden. Diese wurde 1924 angelegt. An der östlichen Friedhofsmauer sind der Seminarlehrer Friedrich Nadler (1847–1924) und dessen Ehefrau Anna begraben. Auch sein Sohn, der renommierte Maler Hans Nadler (1879–1958) und dessen Ehefrau Elfriede sind dort beigesetzt. - Berliner Straße 2: Wohn- und Geschäftshaus (errichtet um ca. 1900) | weitere Bilder \| Wikidata |
| Böttcherstraße (Lage)             | Verbindungsstraße zwischen der Hauptstraße und Langer Straße. | weitere Bilder \| Wikidata |
| Bürgermeister-Wilde-Straße (Lage) | Verbindungsstraße von der Langen Straße zur Weststraße. Die Straße wurde nach dem Elsterwerdaer Bürgermeister Albert Wilde benannt. Zu DDR-Zeiten trug sie den Namen Ernst Thälmann-Straße zu Ehren des kommunistischen Politikers Ernst Thälmann. | weitere Bilder \| Wikidata |
| Burgstraße (Lage)                 | Verbindungsstraße zwischen Promenade und Lauchhammerstraße. | weitere Bilder\| Wikidata  |
| Denkmalsplatz (Lage)              | Kreuzungspunkt zwischen Berliner Straße, Lauchhammerstraße, Langer Straße, Hauptstraße und Wallstraße. Historisch befand sich hier ein Denkmal für den Deutsch-Französischen Krieg (1870/71), später ein VVN-Denkmal, dem ein Karl-Marx-Denkmal folgte. | weitere Bilder \| Wikidata |
| Elsterstraße (Lage)               | Verbindungsstraße zwischen Promenade und Lauchhammerstraße. Benannt nach dem Fluss Schwarze Elster. An der Elsterstraße gelegene wichtige oder historische Gebäude, Sehenswürdigkeiten und Baudenkmäler: - Elsterstraße 3: Präparandenanstalt Die einstige Präparandenanstalt wurde 1898 vom Elsterwerdaer Baumeister Friedrich Jage errichtet. Das Gebäude wurde nach der Auflösung des Lehrerseminars im Jahre 1926 zunächst von der Oberrealschule im Elsterschloss genutzt. Nachdem auf dem Gelände in den 1930er Jahren zwischenzeitlich ein Arbeitsdienstlager eingerichtet wurde, dient das Haus seit 1939 nahezu durchgängig der Berufsbildung. - Elsterstraße 20: Kaiserliches Postamt Elsterwerda Das Gebäude des einstigen Kaiserlichen Postamts wurde 1904 im Auftrag des Liebenwerdaer Unternehmers Carl Weiland vom Elsterwerdaer Baumeister Friedrich Jage errichtet. Ab 1928 befand sich darin auch das Fernamt. 1999 wurde das Elsterwerdaer Postamt geschlossen. Nachdem das Haus zwischenzeitlich von einem Bildungsträger genutzt wurde, steht es seit einigen Jahren leer. - Elsterstraße 21: Geschäftsstelle der Sparkasse Elbe-Elster | weitere Bilder \| Wikidata |
| Elswald (Lage)                    | Verbindungsstraße zwischen Kochhorstweg und der Straße An den Kanitzen. | weitere Bilder \| Wikidata |
| Erlenweg (Lage)                   | Verbindungsstraße zwischen Kochhorstweg und der Straße An den Kanitzen. | weitere Bilder \| Wikidata |
| Feldstraße (Lage)                 | Verbindungsstraße zwischen Berliner Straße und der Straße Am Bahnhof. | weitere Bilder \| Wikidata |
| Fichtestraße (Lage)               | Verbindungsstraße zwischen Siedlungsstraße und der Ludwig-Jahn-Straße. | weitere Bilder \| Wikidata |
| Friedrich-Engels-Straße (Lage)    | Benannt nach dem Philosophen Friedrich Engels (1820–1895). Die heutige Friedrich-Engels-Straße besteht aus historischer Sicht eigentlich aus drei Teilen. Beginnend am Markt verläuft sie in südlicher Richtung. Rechterhand mündet in sie die aus Richtung des städtischen Rathauses kommende Kirchstraße. Schließlich wendet sie sich etwa 100 Meter südwärts in Richtung Westen. Bis dahin handelte es sich um die frühere Breite Straße, wobei der Teil ab der Kirchstraße bis zur nächsten Ecke am Grundstück Friedrich-Engels-Straße 18 um 1711 auch als Schulgasse bezeichnet wurde, da sich an der Ecke zur Kirchstraße eine Mädchenschule befand. Den dritten Teil bildet die frühere Badergasse, welche schließlich in die Hauptstraße mündet. Dieser Teil wurde zwischenzeitlich auch Großenhainer Straße bezeichnet. | weitere Bilder \| Wikidata |
| Friedrich-Jage-Straße (Lage)      | Verbindungsstraße zwischen Hauptstraße und Elsterstraße. Benannt nach dem Baumeister und Ehrenbürger der Stadt Elsterwerda Friedrich Jage (1850–1937). | weitere Bilder \| Wikidata |
| Furtbrückwiese (Lage)             | Vom Kochhorstweg in Richtungs Südosten ausgehende Ortsverbindungsstraße. An der Furtbrückwiese gelegene historische Gebäude, Sehenswürdigkeiten und Baudenkmäler: - Bockwindmühle Der ursprüngliche Standort der Bockwindmühle befand sich im 15 Kilometer nördlich gelegenen Gruhno. Dort wurde sie 1804 aufgestellt. 1866 wurde die Mühle nach Elsterwerda verlegt, wo sie sich zunächst in der Nähe des etwas später entstandenen Bahnhofs befand und bis zum Jahre 1958 in Betrieb war. Nachdem sie im November 1997 den Elsterwerdaer Bahnhofsbrand durch glückliche Umstände überstanden hatte, wurde im Sommer 2000 die Genehmigung für eine abermalige Umsetzung erteilt. Seit 2004 befindet sich die Mühle an ihrem heutigen Standort, wo sie als Schauanlage in Betrieb ist. - Erlebnis- und Miniaturenpark. Dieser eröffnete am 6. April 2007 und bietet neben maßstabgetreuen Miniaturen von Sehenswürdigkeiten der Region ein Rosarium mit ca. 500 verschiedenen Rosensorten, eine 400 m2 große LGB-Gartenbahnanlage, eine 680 m lange Parkeisenbahn mit 7¼ Zoll Spurweite, einen Mini-Lausitzring mit einer 170 m langen Rennstrecke für Modellautos, Abenteuerritterburg u. v. m. | weitere Bilder \| Wikidata |
| Gartenstraße (Lage)               | Verbindungsstraße zwischen Feldstraße und Lauchhammerstraße. | weitere Bilder \| Wikidata |
| Goethestraße (Lage)               | Verbindungsstraße zwischen Berliner Straße und Lessingstraße. Benannt nach dem Dichter Johann Wolfgang von Goethe (1749–1832). | weitere Bilder \| Wikidata |
| Hainichenstraße (Lage)            | Verbindungsstraße zwischen Schleinitzweg und Lauchhammerstraße. | weitere Bilder \| Wikidata |
| Hauptstraße (Lage)                | Die Hauptstraße zieht sich von Norden nach Süden durch die historische Innenstadt. An ihr sind einige markante Gebäude, wie die Kirche, das Rathaus und das Stadthaus zu finden. Markant ist auch die Kursächsische Postmeilensäule aus dem Jahre 1738. An der Hauptstraße gelegene historische Gebäude, Sehenswürdigkeiten und Baudenkmäler: - Kursächsische Postmeilensäule In unmittelbarer Nähe der Kirche St. Katharina befindet sich eine Kursächsische Postmeilensäule. Die sogenannte Distanzsäule wurde ursprünglich 1738 als eine der letzten im Kurfürstentum am einstigen Luckischen Tor aufgestellt. Während der Amtszeit des Elsterwerdaer Bürgermeisters Albert Wilde wurde die Säule, die inzwischen in der Wallstraße abgetragen herumlag, an ihrem heutigen Standort aufgestellt. - Hauptstraße 8: Ehemalige Stadtapotheke - Hauptstraße 12: Rathaus Elsterwerda Bereits im Elsterwerdaer Stadtbuch von 1711 wurde das Gebäude als Gasthof und Posthaus erwähnt. - Hauptstraße 29: Kleine Galerie „Hans Nadler“ Das zweigeschossige historische Fachwerkhaus mit Oberlaubengalerie wurde 1801 errichtet. Ende der 1970er Jahre wurde das Gebäude umfangreichen Restaurierungsarbeiten unterzogen und 1980 in seinen Räumen die Kleine Galerie „Hans Nadler“ eröffnet. Im Obergeschoss würdigt eine Dauerausstellung das Schaffen des 1879 in Elsterwerda geborenen Malers Hans Nadler. - Hauptstraße 38: Ehemalige Bäckerei Selkmann Elsterwerda (abgegangen) Dieses Gebäude wurde einst um etwa 1800 errichtet. Es war damit eines der ältesten erhaltenen Häuser der Elsterwerdaer Innenstadt. Bereits in den 1990er Jahren gab es seitens der Besitzer Bestrebungen, das seit der Wende leerstehende Haus durch einen Neubau ersetzen zu lassen. Zwischen 2000 und 2003 wurde es allerdings unter Denkmalschutz gestellt, der den im Jahre 2012 erfolgten Abriss zunächst verhinderte. - Hauptstraße 41: St.-Katharina-Kirche (Elsterwerda) Der mittelalterliche Backsteinbau der evangelischen Stadtpfarrkirche dürfte in seinen Grundzügen ein Bauwerk aus dem 15. Jahrhundert sein. Seine heutige Gestalt erhielt die Saalkirche vor allem durch Umbauarbeiten im 18. Jahrhundert. Das Innere der Kirche wird vom 1831 aufgebrachten Farbton Leipziger Grün bestimmt. Die Vorhalle der Kirche wurde in den Jahren 1922 und 1923 von dem in Elsterwerda geborenen Künstler Hans Nadler als Gefallenengedächtnishalle gestaltet, die durch eine von ihm geschaffene Scraffito-Malerei geprägt wird. Zum Inventar der Kirche gehören unter anderem ein Taufstein aus der Zeit von 1520 bis 1530, ein Kanzelaltar aus dem 18. Jahrhundert sowie eine aus dem Jahre 1887 stammende Orgel. - Hauptstraße 41: Grabkreuz des Johann Carl Gottlieb Seifert | weitere Bilder \| Wikidata |
| Heinrich-Heine-Straße (Lage)      | Verbindungsstraße zwischen Rudolf-Breitscheid-Straße und Schillerstraße. Benannt nach dem Dichter Heinrich Heine (1797–1856). An der Hauptstraße gelegene historische Gebäude, Sehenswürdigkeiten und Baudenkmäler: - Heinrich-Heine-Straße 8: Katholische Kirche Die kleine katholische Kirche Schmerzhafte Mutter befindet sich etwas nördlich des Stadtzentrums. Unter Pfarrer Ferdinand Schnettler wurde sie nach einem Entwurf des Liebenwerdaer Architekten Carl Jost erbaut und am 28. September 1913 geweiht. Altar und Ambo bestehen aus Sandstein. Die Kirche ist mit einer Rühle-Orgel ausgestattet. Im Rahmen einer Sanierungsmaßnahme 2007 wurden im Kircheninneren Umbauten vorgenommen, durch die unter anderem das Tonnengewölbe eine Profilholzverschalung erhielt und die Kirche neu ausgemalt wurde. | weitere Bilder \| Wikidata |
| Kiesgrubenweg (Lage)              | Verbindungsstraße zwischen Schleinitzweg und Lauchhammerstraße. | weitere Bilder \| Wikidata |
| Kirchstraße (Lage)                | Verbindungsstraße zwischen Hauptstraße und Friedrich-Engels-Straße. An der Kirchstraße gelegene historische Gebäude, Sehenswürdigkeiten und Baudenkmäler: - Kirchstraße 1: Pfarrhaus der evangelischen Kirche (errichtet: am Ende des 17. Jahrhunderts) | weitere Bilder \| Wikidata |
| Kleiststraße (Lage)               | Verbindungsstraße zwischen Nordstraße und Schillerstraße. Benannt nach dem Dichter Heinrich von Kleist (1777–1811). | weitere Bilder \| Wikidata |
| Kochhorstweg (Lage)               | Stich- und Erschließungsstraße, die von der Burgstraße in Richtung Osten verläuft. | weitere Bilder \| Wikidata |
| Körnerstraße (Lage)               | Stichstraße, die von der Heinrich-Heine-Straße in Richtung Osten verläuft. Benannt nach dem Schriftsteller Theodor Körner (1791–1813). | weitere Bilder \| Wikidata |
| Lange Straße (Lage)               | Verbindungsstraße zwischen Hauptstraße und Lauchhammerstraße. An der Langen Straße gelegene historische Gebäude, Sehenswürdigkeiten und Baudenkmäler: - Lange Straße 3: Ackerbürgerhof Das Ensemble eines typischen Ackerbürgerhofes aus dem 19. Jahrhundert befindet sich am heutigen Marktplatz der Stadt. Es umfasst ein mit einem Satteldach und Fachwerk versehenes zweigeschossiges Wohnhaus, ein den Hof abschließendes, ebenfalls mit Satteldach und Fachwerk versehenes zweigeschossiges Landarbeiterhaus sowie ein eingeschossiges Stallgebäude mit Satteldach. | weitere Bilder \| Wikidata |
| Lauchhammerstraße (Lage)          | Verbindungsstraße zwischen Denkmalsplatz und Weinberge. Benannt nach der Stadt Lauchhammer. | weitere Bilder \| Wikidata |
| Lessingstraße (Lage)              | Stichstraße, die von der Schillerstraße in Richtung Norden verläuft. Benannt nach dem Dichter Gotthold Ephraim Lessing (1729–1781). | weitere Bilder \| Wikidata |
| Ludwig-Jahn-Straße (Lage)         | Verbindungs- und Erschließungsstraße zwischen der Straße Zum Kalkberg und Lauchhammerstraße. Benannt nach dem Pädagogen Friedrich Ludwig Jahn (1778–1852). | weitere Bilder \| Wikidata |
| Marktstraße (Lage)                | Verbindungsstraße zwischen der Straße Am Markt und Rathausstraße. | weitere Bilder\| Wikidata  |
| Nordstraße (Lage)                 | Verbindungsstraße zwischen Kleiststraße und Schillerstraße. | weitere Bilder \| Wikidata |
| Packhofstraße (Lage)              | Verbindungsstraße zwischen Bahnhofstraße und Weststraße. | weitere Bilder \| Wikidata |
| Poststraße (Lage)                 | Verbindungsstraße zwischen Langer Straße und Weststraße. Benannt nach dem an der Straße gelegenem einstigem Kaiserlichen Postamt Elsterwerda. | weitere Bilder \| Wikidata |
| Promenade (Lage)                  | Verbindungsstraße zwischen Burgstraße und Weststraße. | weitere Bilder \| Wikidata |
| Rathausstraße (Lage)              | Verbindungsstraße zwischen Langer Straße und Burgstraße. Benannt nach dem einst im heutigen Gasthof Zum Weißen Roß befindlichen Elsterwerdaer Rathaus. An der Rathausstraße gelegene historische Gebäude, Sehenswürdigkeiten und Baudenkmäler: - Rathausstraße 10: Wohnhaus | weitere Bilder \| Wikidata |
| Rosenstraße (Lage)                | Verbindungsstraße zwischen der Straße Am Markt und Burgstraße. | weitere Bilder \| Wikidata |
| Roßstraße (Lage)                  | Verbindungsstraße zwischen der Langer Straße und Hauptstraße. | weitere Bilder \| Wikidata |
| Rudolf-Breitscheid-Straße (Lage)  | Verbindungsstraße zwischen Berliner Straße und Schillerstraße. Benannt nach dem Politiker Rudolf Breitscheid (1844–1944). | weitere Bilder\| Wikidata  |
| Scheunenstraße (Lage)             | Verbindungsstraße zwischen Uferstraße und Lauchhammerstraße. | weitere Bilder \| Wikidata |
| Schillerstraße (Lage)             | Verbindungsstraße zwischen Berliner Straße und Lauchhammerstraße. Benannt nach dem Dichter Friedrich Schiller (1759–1805). | weitere Bilder \| Wikidata |
| Schleinitzweg (Lage)              | Historischer Überlandweg im Norden der Stadt. Siehe: Schleinitzweg. | weitere Bilder \| Wikidata |
| Semnonenweg (Lage)                | Verbindungs- und Erschließungsstraße zwischen der Straße Zum Kalkberg und Springhornweg. | weitere Bilder \| Wikidata |
| Siedlungsstraße (Lage)            | Verbindungsstraße zwischen Ludwig-Jahn-Straße und Lauchhammerstraße. | weitere Bilder \| Wikidata |
| Springhornweg (Lage)              | Verbindungs- und Erschließungsstraße zwischen Semnonenweg und der Straße An den Kanitzen. | weitere Bilder \| Wikidata |
| Straße an der Eisenbahn (Lage)    | Verbindungsstraße zwischen Feldstraße und Göthestraße. | weitere Bilder \| Wikidata |
| Thiemigstraße (Lage)              | Verbindungsstraße zwischen Elsterstraße und Weststraße. | weitere Bilder \| Wikidata |
| Uferstraße (Lage)                 | Verbindungsstraße zwischen Heinrich-Heine-Straße und Ackerstraße. | weitere Bilder \| Wikidata |
| Wallstraße (Lage)                 | Verbindungsstraße zwischen Burgstraße und Denkmalsplatz. | weitere Bilder \| Wikidata |
| Weinberge (Lage)                  | Verbindungsstraße zwischen Lauchhammerstraße und Ortsausgang Dreska und Kahla. Benannt nach dem hier gelegenen Stadtteil Weinberge. In Weinberge gelegene historische Gebäude, Sehenswürdigkeiten und Baudenkmäler: - Sowjetischer Ehrenfriedhof Elsterwerda | weitere Bilder \| Wikidata |
| Weststraße (Lage)                 | Verbindungsstraße zwischen Packhofstraße und Promenade. In der Weststraße gelegene historische Gebäude, Sehenswürdigkeiten und Baudenkmäler: - Wasserturm Elsterwerda Der 32 Meter hohe Wasserturm in der Weststraße mit einem Fassungsvermögen von 250 m³ wurde von 1905 bis 1906 westlich des Stadtzentrums errichtet. Das Bauwerk diente der städtischen Wasserversorgung und dem unweit gelegenen Bahnhof. Im Jahre 1948 wurde der Turm für die kommunale Wasserversorgung außer Betrieb gesetzt. Die Deutsche Reichsbahn nutzte ihn zunächst weiter. Da sie später auch keine Verwendung mehr dafür hatte, sollte der Wasserturm in den 1980er Jahren abgerissen werden, was durch den Denkmalschutz verhindert werden konnte. | weitere Bilder \| Wikidata |
| Wielandstraße (Lage)              | Verbindungsstraße zwischen Göthestraße und Lessingstraße. | weitere Bilder \| Wikidata |
| Wiesenstraße (Lage)               | Verbindungsstraße zwischen Burgstraße und Markt. | weitere Bilder \| Wikidata |
| Windmühlenstraße (Lage)           | Von der Ludwig-Jahn-Straße in Richtung Norden führende Stichstraße. | weitere Bilder \| Wikidata |
| Zimmerstraße (Lage)               | Verbindungsstraße zwischen Uferstraße und Rudolf-Breitscheid-Straße. | weitere Bilder \| Wikidata |
| Zum Kalkberg (Lage)               | Verbindungs- und Erschließungsstraße zwischen der Kochhorstweg und Lauchhammerstraße. | weitere Bilder \| Wikidata |

### Elsterwerda-West
| Name/Lage                      | Anmerkungen | Bilder                     |
| ------------------------------ | --- | -------------------------- |
| Am Mittelgraben (Lage)         | Von der August-Bebel-Straße in Richtung Süden führende Stichstraße. | weitere Bilder \| Wikidata |
| Am Westbogen (Lage)            | Erschließungsstraße eines an der Bundesstraße 101 gelegenen Gewerbestandorts im Westen der Stadt. | weitere Bilder             |
| An der B 101 (Lage)            | Erschließungsstraße eines an der Bundesstraße 101 gelegenen Gewerbestandorts im Westen der Stadt. | weitere Bilder             |
| An der Unterführung (Lage)     | Verbindungsstraße zwischen Berliner Straße und August-Bebel-Straße. | weitere Bilder \| Wikidata |
| August-Bebel-Straße (Lage)     | Von der Straße An der Unterführung aus an den westlichen Ortsausgang führende Stichstraße. Benannt nach dem Politiker August Bebel (1840–1913). | weitere Bilder \| Wikidata |
| Blumenstraße (Lage)            | Verbindungsstraße zwischen der Straße des Aufbaus und August-Bebel-Straße. | weitere Bilder \| Wikidata |
| Feldmarkeck (Lage)             | Verbindungsstraße zwischen Vredener Straße und der Straße Westliche Feldmark. | weitere Bilder \| Wikidata |
| Freundschaftseck (Lage)        | Verbindungsstraße zwischen der Pappelweg und August-Bebel-Straße. | weitere Bilder \| Wikidata |
| Friedenseck (Lage)             | Verbindungsstraße zwischen Lindenweg und August-Bebel-Straße. | weitere Bilder \| Wikidata |
| Frauenhorststraße (Lage)       | Verbindungsstraße zwischen der Südstraße und August-Bebel-Straße. | weitere Bilder \| Wikidata |
| Hechtstraße (Lage)             | Von der Frauenhorststraße nach Süden führende Stichstraße. | weitere Bilder \| Wikidata |
| Kantstraße (Lage)              | Verbindungsstraße zwischen der Straße des Aufbaus und August-Bebel-Straße. Benannt nach dem Schriftsteller Hermann Kant (1926–2016). | weitere Bilder \| Wikidata |
| Lindenweg (Lage)               | Verbindungsstraße zwischen der Straße Roseneck und August-Bebel-Straße. | weitere Bilder \| Wikidata |
| Hans-Nadler-Eck (Lage)         | Verbindungsstraße zwischen der Vredener Straße und Freundschaftseck. Benannt nach dem in Elsterwerdaer Ehrenbürger Hans Nadler (1910–2005). Die Straße umschloss ursprünglich einen Wohnblock, der 2016 abgetragen wurde. | weitere Bilder \| Wikidata |
| Pappelweg (Lage)               | Verbindungsstraße zwischen der Straße Westliche Feldmark und August-Bebel-Straße. | weitere Bilder \| Wikidata |
| Roseneck (Lage)                | Verbindungsstraße zwischen der Straße Westliche Feldmark und Lindenweg. | weitere Bilder \| Wikidata |
| Rotdornweg (Lage)              | Verbindungsstraße zwischen der Frauenhorststraße und August-Bebel-Straße. | weitere Bilder \| Wikidata |
| Schulweg (Lage)                | Vom Pappelweg in östliche Richtung verlaufende Stichstraße. Am Schulweg gelegene historische Gebäude, Sehenswürdigkeiten und Baudenkmäler: - Elsterschulzentrum Elsterwerda Bundesweit und international bekannt geworden ist die Schule vor allem durch das hier beheimatete Sportensemble und den Schulzirkus Robbi. Die Schule ist eigenen Angaben nach bundesweit die einzige Regelschule, welche das Schulfach Zirkus als Wahlpflichtfach anbietet. | weitere Bilder \| Wikidata |
| Straße des 3. Oktober (Lage)   | Verbindungsstraße zwischen der Straße Westliche Feldmark und Vredener Straße. Benannt zu Ehren des Tag der Deutschen Einheit. | weitere Bilder \| Wikidata |
| Straße des Aufbaus (Lage)      | Verbindungsstraße zwischen Lindenweg und August-Bebel-Straße. | weitere Bilder \| Wikidata |
| Südblick (Lage)                | Verbindungsstraße zwischen Frauenhorststraße und August-Bebel-Straße. | weitere Bilder \| Wikidata |
| Südstraße (Lage)               | Verbindungsstraße zwischen August-Bebel-Straße und dem Stadtteil Kotschka. | weitere Bilder \| Wikidata |
| Vredener Straße (Lage)         | Verbindungsstraße zwischen der Straße Westliche Feldmark und August-Bebel-Straße. Benannt nach der Elsterwerdaer Partnerstadt Vreden im Münsterland. | weitere Bilder \| Wikidata |
| Walther-Rathenau-Straße (Lage) | Verbindungsstraße zwischen Südstraße und Rotdornweg. Benannt nach dem Politiker Walther Rathenau (1867–1922). | weitere Bilder \| Wikidata |
| Westliche Feldmark (Lage)      | Verbindungsstraße zwischen der Lindenweg und der Bundesstraße 101. | weitere Bilder \| Wikidata |

### Kotschka
| Name/Lage                   | Anmerkungen                                                                                            | Bilder                     |
| --------------------------- | --- | -------------------------- |
| Am Anger (Lage)             | Verbindungsstraße zwischen Unterweg und Oberweg.                                                       | weitere Bilder             |
| Flurweg (Lage)              | Von der Stolzenhainer Straße in südliche Richtung verlaufende Stichstraße.                             | weitere Bilder \| Wikidata |
| Kotschkaer Mittelweg (Lage) | Verbindungsstraße zwischen Stolzenhainer Straße und Oberweg.                                           | weitere Bilder \| Wikidata |
| Nebenweg (Lage)             | Verbindungsstraße zwischen Alter Stolzenhainer Straße und Flurweg.                                     | weitere Bilder \| Wikidata |
| Oberweg (Lage)              | Verbindungsstraße zwischen Stolzenhainer Straße und der Straße Am Anger.                               | weitere Bilder \| Wikidata |
| Sandweg (Lage)              | Von der Alten Stolzenhainer Straße in südliche Richtung verlaufende Stichstraße.                       | weitere Bilder \| Wikidata |
| Stolzenhainer Straße (Lage) | Von der Bundesstraße 101/169 in westliche Richtung verlaufende Ortsverbindungsstraße nach Stolzenhain. | weitere Bilder \| Wikidata |
| Unterweg (Lage)             | Verbindungsstraße zwischen Stolzenhainer Straße und der Straße Am Anger.                               | weitere Bilder \| Wikidata |

### Kraupa
| Name/Lage                     | Anmerkungen | Bilder                     |
| ----------------------------- | --- | -------------------------- |
| Badstubengasse (Lage)         | Von der Dorfstraße in nordöstliche Richtung verlaufende Stichstraße. | weitere Bilder             |
| Dorfstraße (Lage)             | Verbindungsstraße zwischen Hohenleipischer Straße und Mühlenstraße. An der Dorfstraße gelegene historische Gebäude, Sehenswürdigkeiten und Baudenkmäler: - Glockenturm Dieser Glockenturm war ursprünglich aus Holz. Im Jahre 1893 wurde er in Stein neu ausgeführt. Die Glockenweihe fand bereits am 7. Dezember 1852 statt. Inzwischen steht er unter Denkmalschutz. - Dorfstraße 23: Wohnhaus Der eingeschossige, mit Fachwerk und einem Satteldach versehene Lehmstampfbau befindet sich am alten Dorfanger von Kraupa. Erbaut wurde er im Jahre 1800. | weitere Bilder \| Wikidata |
| Dreskaer Straße (Lage)        | Von der Elsterwerdaer Straße in östliche Richtung verlaufende Ortsverbindungsstraße nach Dreska. | weitere Bilder \| Wikidata |
| Elsterwerdaer Straße (Lage)   | Von der Dorfstraße in südliche Richtung verlaufende Ortsverbindungsstraße nach Biehla. | weitere Bilder \| Wikidata |
| Hohenleipischer Straße (Lage) | Von der Dorfstraße in östliche Richtung verlaufende Ortsverbindungsstraße nach Hohenleipisch. | weitere Bilder \| Wikidata |
| Jagdhausweg (Lage)            | Von der Hohenleipischer Straße in nördliche Richtung verlaufende Stichstraße. | weitere Bilder \| Wikidata |
| Kiefernweg (Lage)             | Verbindungsstraße zwischen Elsterwerdaer Straße und Saathainer Straße. | weitere Bilder \| Wikidata |
| Kiesweg (Lage)                | Verbindungsstraße zwischen Elsterwerdaer Straße und Saathainer Straße. | weitere Bilder \| Wikidata |
| Kraupaer Gartenweg (Lage)     | Von der Elsterwerdaer Straße in östliche Richtung verlaufende Stichstraße. | weitere Bilder \| Wikidata |
| Kurze Straße (Lage)           | Von der Mühlenstraße in westliche Richtung verlaufende Stichstraße. | weitere Bilder \| Wikidata |
| Liebenwerdaer Straße (Lage)   | Von der Mühlenstraße in westliche Richtung verlaufende alte Ortsverbindungsstraße nach Bad Liebenwerda. | weitere Bilder \| Wikidata |
| Mühlenstraße (Lage)           | Von der Dorfstraße in nördliche Richtung verlaufende Stichstraße. | weitere Bilder \| Wikidata |
| Planweg (Lage)                | Von der Dreskaer Straße in südliche Richtung verlaufende Stichstraße. | weitere Bilder \| Wikidata |
| Poststraße (Lage)             | Verbindungsstraße zwischen Elsterwerdaer Straße und Saathainer Straße. | weitere Bilder \| Wikidata |
| Prieschkaer Weg (Lage)        | Von der Saathainer Straße in westliche Richtung zur Bundesstraße 101 verlaufende verlaufende Verbindungsstraße. | weitere Bilder \| Wikidata |
| Saathainer Straße (Lage)      | Von der Dorfstraße in südwestliche Richtung zur Bundesstraße 101 verlaufende verlaufende Verbindungsstraße. | weitere Bilder \| Wikidata |
| Schneidemühlenweg (Lage)      | Verbindungsstraße zwischen Liebenwerdaer Straße und Mühlenstraße. | weitere Bilder \| Wikidata |
| Schulstraße (Lage)            | Verbindungsstraße zwischen Hohenleipischer Straße und Dreskaer Straße. | weitere Bilder \| Wikidata |
| Waldstraße (Lage)             | Von der Mühlenstraße in westliche Richtung verlaufende Stichstraße. | weitere Bilder \| Wikidata |

### Krauschütz
| Name/Lage                     | Anmerkungen | Bilder                     |
| ----------------------------- | --- | -------------------------- |
| Am Elsterschloss (Lage)       | Von der Dresdener Straße in südwestliche Richtung verlaufende Stichstraße. Benannt nach dem hier gelegenen Elsterschloss. | weitere Bilder             |
| Am Park (Lage)                | Von der Großenhainer Straße in nordwestliche Richtung verlaufende Stichstraße. | weitere Bilder             |
| An der Elsteraue (Lage)       | Von der Dresdener Straße in östliche Richtung verlaufende Stichstraße. | weitere Bilder \| Wikidata |
| Ausbau (Lage)                 | Vom Reißdamm südliche Richtung verlaufende Ortsverbindungsstraße nach Gröden. | weitere Bilder \| Wikidata |
| Dresdener Straße (Lage)       | Verbindungsstraße zwischen Hauptstraße und Großenhainer Straße. Benannt nach der Stadt Dresden. An der Dresdner Straße gelegene historische Gebäude, Sehenswürdigkeiten und Baudenkmäler: - Kaufhalle Krauschütz (errichtet: 1971) | weitere Bilder \| Wikidata |
| Drosselweg (Lage)             | Verbindungsstraße zwischen Horstweg und Lerchenweg. | weitere Bilder             |
| Eichenweg (Lage)              | Von der Dresdener Straße in östliche Richtung verlaufende Stichstraße. | weitere Bilder \| Wikidata |
| Großenhainer Straße (Lage)    | Von der Dresdner Straße in südwestliche Richtung verlaufende Ortsverbindungsstraße nach Prösen. Benannt nach der Stadt Großenhain. An der Großenhainer Straße gelegene historische Gebäude, Sehenswürdigkeiten und Baudenkmäler: - Ehemalige Gaststätte „Zur Weintraube“ - Elsterwerda-Grödel-Floßkanal Der Floßkanal verbindet seit dem 18. Jahrhundert die dort entlangfließende Pulsnitz mit einem an der Elbe gelegenen Basin im sächsischen Grödel (Beginn in Grödel, Ende Elsterwerda). Ursprünglicher Zweck des in der Gegenwart vor allem zu Naherholungszwecken genutzten Kanals war es, den hohen Bedarf an Holz im Raum Dresden/Meißen in den nördlichen Landesteilen gelegenen Wäldern zu decken. Später diente er bis zur Einstellung der Schifffahrt im Jahre 1942 in erster Linie als Transportweg für das Gröditzer Eisenwerk. Zum Transport wurden auf dem Kanal von Bomätschern gezogene Kähne eingesetzt. Ab den 1960er Jahren bis zur Wende wurde er als Bewässerungskanal genutzt. Der 21,4 Kilometer lange Floßkanal besitzt seit 1978 den Status eines Baudenkmals. Im Elsterwerdaer Abschnitt sind unter anderem noch die Reste der örtlichen Schleuse erhalten und der einstige Treidelpfad zu erkennen. | weitere Bilder \| Wikidata |
| Holzhof (Lage)                | Erschließungsstraße am Holzhof. Benannt nach dem einst hier am Elsterwerda-Grödel-Floßkanal gelegenen Holzhof. | weitere Bilder \| Wikidata |
| Horstweg (Lage)               | Von der Merzdorfer Straße in südwestliche Richtung verlaufende Stichstraße. | weitere Bilder             |
| Krauschützer Mittelweg (Lage) | Von der Merzdorfer Straße in östliche Richtung verlaufende Stichstraße. | weitere Bilder \| Wikidata |
| Lerchenweg (Lage)             | Von der Drosselweg in östliche Richtung verlaufende Stichstraße. | weitere Bilder             |
| Merzdorfer Straße (Lage)      | Von der Dresdner Straße in südliche Richtung verlaufende Ortsverbindungsstraße nach Merzdorf. | weitere Bilder \| Wikidata |
| Ottostraße (Lage)             | Verbindungsstraße zwischen Großenhainer Straße und Parkstraße. | weitere Bilder \| Wikidata |
| Parkstraße (Lage)             | Verbindungsstraße zwischen Großenhainer Straße und Ottostraße. | weitere Bilder \| Wikidata |
| Reißdamm (Lage)               | Von der Reißdammstraße in östliche Richtung verlaufende Ortsverbindungsstraße zur Siedlung Reißdamm und Plessa-Süd. | weitere Bilder \| Wikidata |
| Reißdammstraße (Lage)         | Verbindungsstraße zwischen Merzdorfer Straße und Reißdamm. | weitere Bilder \| Wikidata |
| Schloßplatz (Lage)            | Von der Dresdener Straße in südwestliche Richtung verlaufende Stichstraße. Am Schloßplatz gelegene historische Gebäude, Sehenswürdigkeiten und Baudenkmäler: - Elsterschloss Bei dem unter Denkmalschutz stehendem Gebäudeensemble handelt es sich um eine im 17. Jahrhundert errichtete Schlossanlage. Sie wurde anstelle einer bis dahin bestehenden Burg, vermutlich aus dem 13. Jahrhundert, erbaut. Heute wird es zu großen Teilen vom Elsterschloss-Gymnasium genutzt. | weitere Bilder \| Wikidata |